# Grammitis hispanica
Grammitis hispanica là một loài dương xỉ trong họ Polypodiaceae. Loài này được Coss. mô tả khoa học đầu tiên.
Danh pháp khoa học của loài này chưa được làm sáng tỏ. 